# Glyptapanteles
Glyptapanteles es un género de avispas endoparasitoides de distribución mundial (en América Central y del Norte y en Nueva Zelanda.) Pueden ser solitarios o gregarios. Las larvas se distinguen por su habilidad de manipular a sus huéspedes para que las protejan.

## Reproducción y comportamiento

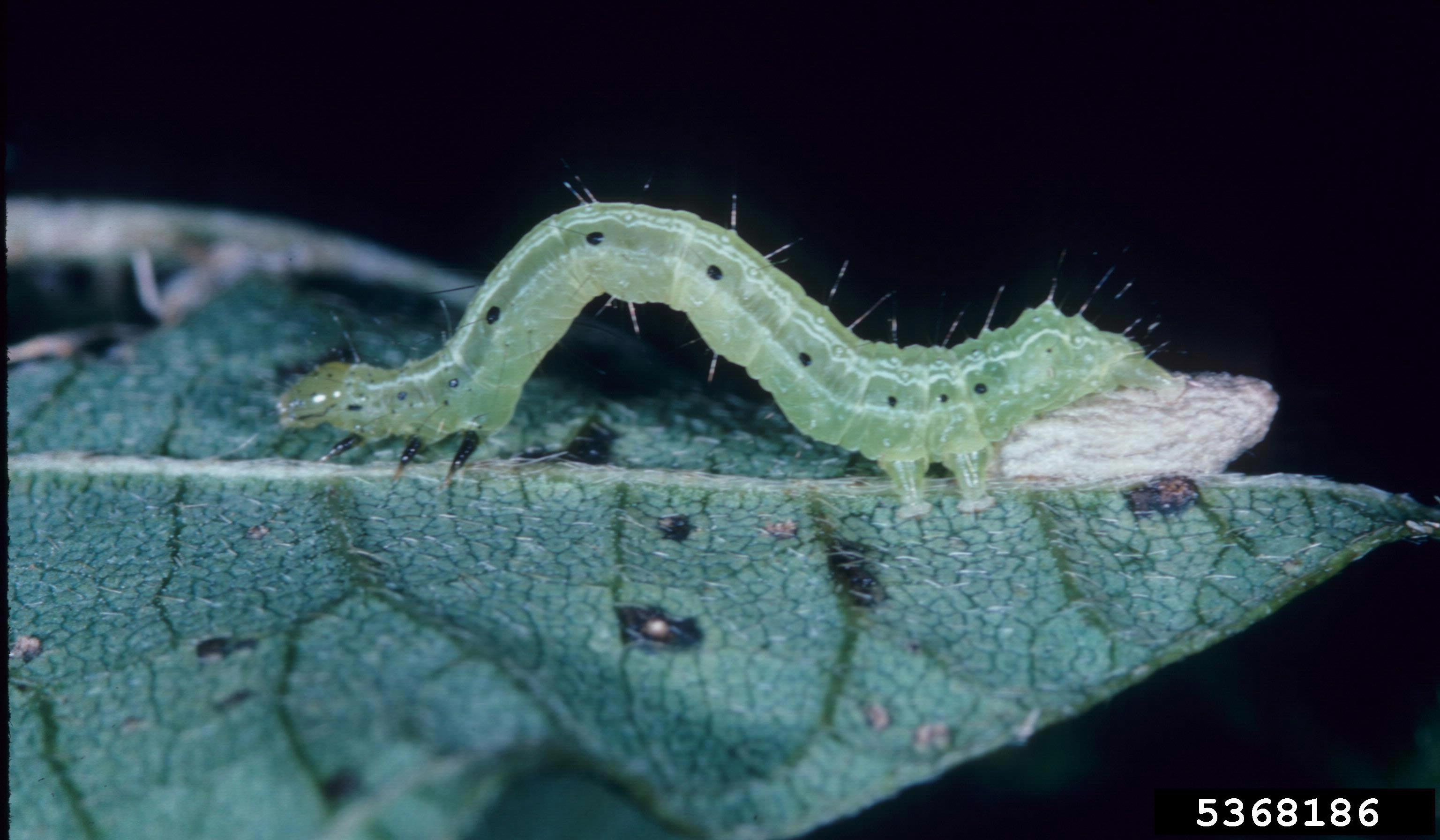
Glyptapanteles phytometrae emergiendo de su huésped Chrysodeixis chalcites

La hembra de Glyptapanteles deposita sus huevos en la oruga huésped. La polilla gitana Lymantria dispar es uno de los huéspedes de esta especie, así como Chrysodeixis chalcites y Thyrinteina leucocerae entre otros.
Las larvas se alimentan de la oruga y emergen para convertirse en pupas. La oruga permanece cerca de las pupas del parasitoide y a veces las cubre con su seda. Si alguien se acerca, la oruga se mueve violentamente protegiendo así a las pupas de posibles depredadores; o sea que el parasitoide controla el comportamiento de la oruga huésped para su propio beneficio.
Algunas larvas de Glyptapanteles no emergen sino que permanecen dentro de la oruga. Se cree que su función es manipular el comportamiento del huésped, protegiendo así al resto de la camada.

## Control biológico
G. flavicoxis, G. porthetriae y G. militaris han sido evaluadas por el Departamento de Agricultura de los Estados Unidos como controles biológicos para contener la difusión de poblaciones de la especie invasora Lymantria dispar o polilla gitana. Se ha comprobado que la polilla Mythimna unipuncta alimentada con Lolium perenne o césped inglés sirve de huésped para la producción en masa de G. militaris.